# Droga magnetyczna

Ilustracja drogi magnetycznej w magnetowodzie

Droga magnetyczna jest to droga przepływu strumienia magnetycznego w obwodzie magnetycznym. 
Droga magnetyczna jest pojęciem używanym w definiowaniu natężenia pola magnetycznego. Dla solenoidu natężenie pola magnetycznego w środku wynosi:
{\displaystyle H={\frac {N\cdot I}{l}}}
gdzie: H - natężenie pola [A/m], N - liczba zwojów cewki (wielkość bezwymiarowa), I - natężenie prądu elektrycznego płynącego przez cewkę [A], l - długość cewki [m] (w tym przypadku równoznaczna z długością drogi magnetycznej).
Długość drogi magnetycznej w układach nieliniowych jest pojęciem umownym, ponieważ do obliczeń parametrów obwodów magnetycznych często zakłada się równomierny rozkład strumienia magnetycznego w obwodzie magnetycznym - w takim przypadku wypadkowa droga magnetyczna jest średnią arytmetyczną drogi najkrótszej i najdłuższej (zobacz ilustrację obok).
Jeśli w magnetowodzie szeregowym występują fragmenty o różnych polach przekroju lub parametrach magnetycznych wówczas całkowita droga magnetyczna jest sumą algebraiczną, czyli:
{\displaystyle l=l_{1}+l_{2}+\dots +l_{n}}
co jest wykorzystywane w prawie przepływu.
W rozgałęzionych obwodach magnetycznych określenie drogi magnetycznej jest bardziej skomplikowane.